# Caradrina fuscicornis
Caradrina fuscicornis är en fjärilsart som beskrevs av Jules Pierre Rambur, 1832. Caradrina fuscicornis ingår i släktet Caradrina och familjen nattflyn, Noctuidae. En underart finns listad i Catalogue of Life, Caradrina fuscicornis continentalis Boursin, 1952